# Pontus Dahlberg
Pontus Jacob Ragne Dahlberg (* 21. Januar 1999 in Älvängen) ist ein schwedischer Fußballtorwart.

## Karriere

### Verein
Dahlberg begann seine Karriere beim Älvängens IK. Danach kam er zum IFK Göteborg. Im März 2015 stand er gegen den BK Häcken erstmals im Kader der Profis. Sein Debüt für diese gab er im Juli 2016, als er im Rückspiel der ersten Runde der Europa-League-Qualifikation gegen den Llandudno FC in der Startelf stand.
Im April 2017 debütierte er schließlich auch in der Allsvenskan, als er am ersten Spieltag der Saison 2017 gegen Malmö FF von Beginn an eingesetzt wurde. Zu Saisonende hatte er 29 Einsätze in der Liga zu Buche stehen.
Im Januar 2018 wechselte er nach England zum FC Watford, bei dem er einen bis Juni 2023 laufenden Vertrag erhielt, wurde jedoch direkt wieder an Göteborg verliehen. Es folgten Ausleihen an den FC Emmen, wo er nicht zum Einsatz kam und BK Häcken. Im August 2021 wurde er an den englischen Drittligisten Doncaster Rovers ausgeliehen.

### Nationalmannschaft
Dahlberg spielte 2014 erstmals für eine schwedische Nationalauswahl: Im August 2014 spielte er für die U-15-Mannschaft gegen Finnland. Später kam er auch für die U-16-Auswahl zum Einsatz.
Mit der U-17-Mannschaft nahm er 2016 an der Europameisterschaft teil, bei der man im Viertelfinale an den Niederlanden scheiterte. Dahlberg wurde in allen vier Matches der Schweden eingesetzt.
Im März 2017 debütierte Dahlberg für die U-21-Nationalmannschaft in einem Testspiel gegen Tschechien. Im selben Jahr nahm er mit der U-21-Auswahl der Schweden an der EM teil. Schweden schied als Dritter der Gruppe A in der Vorrunde aus. Dahlberg kam zu keinem Einsatz während des Turniers.
Im Januar 2018 gab er sein Debüt in der A-Nationalmannschaft, als er in einem Testspiel gegen Estland in der Startelf stand. Für die WM 2018 und die EM 2021 wurde er nicht berücksichtigt.